# Heleen Hage
Heleen Hage (* 13. Oktober 1958 in Sint Maartensdijk) ist eine ehemalige niederländische Radrennfahrerin.
1984 wurde Heleen Hage Zweite in der Gesamtwertung der Tour de France féminin. 1985 wurde sie niederländische Vize-Meisterin im Straßenrennen, und im Jahr darauf errang sie den nationalen Titel. Bei den Straßenradsport-Weltmeisterschaften 1987 in Villach belegte sie den zweiten Platz hinter Jeannie Longo-Ciprelli. 1988 startete sie bei den Olympischen Spielen in Seoul im Straßenrennen und wurde 19.
Heleen Hage stammt aus einer Radsport-Familie: Ihre Schwester Keetie van Oosten-Hage wurde mehrfach niederländische Straßenmeisterin und zweimal Weltmeisterin, und auch die zweite Schwester, Bella van der Spiegel-Hage, errang dreimal den nationalen Titel.